# コアグラーゼ
コアグラーゼ(英: coagulase)とは黄色ブドウ球菌やペスト菌などが作り出す菌体外酵素の1つであり、血漿凝固作用を有する。血漿凝固作用はフィブリノゲンをフィブリンに変化させる（直接的には、この反応の酵素・トロンビンを活性化させる）ことに起因し、黄色ブドウ球菌は凝固した血漿で菌体を包むことにより宿主側の免疫反応を回避する。
研究施設では、ブドウ球菌の異なるタイプを区別するために使用される。重要なことは、黄色ブドウ球菌は一般にコアグラーゼ陽性であり、コアグラーゼ検査が陽性であれば黄色ブドウ球菌の存在を示すことを意味する。代わりに、コアグラーゼ検査陰性の場合、S. epidermidisやS. saprophyticusなどのコアグラーゼ陰性菌の存在が示される。しかし、黄色ブドウ球菌のすべてがコアグラーゼ陽性であるとは限らない。